# Degu Debebe
Degu Debebe (Arba Minch, 19 marzo 1984) è un calciatore etiope, difensore del Saint-George SA.

## Carriera

### Club
Gioca nella massima serie etiope dal 2002.

### Nazionale
Ha esordito con la Nazionale etiope nel 2003, ed ha preso parte alla Coppa d'Africa del 2013.

## Palmarès

### Club

#### Competizioni nazionali
- Campionato etiope: 8

Saint-George: 2004-2005, 2005-2006, 2007-2008, 2008-2009, 2009-2010, 2011-2012, 2013-2014, 2014-2015
- Coppa di Etiopia: 2

Saint-George: 2004, 2011
- Supercoppa di Etiopia: 2

Saint-George: 2005, 2006